# Pterophorus
Pterophorus är ett släkte av fjärilar som beskrevs av Jacob Christian Schäffer 1766. Pterophorus ingår i familjen fjädermott.

## Bildgalleri

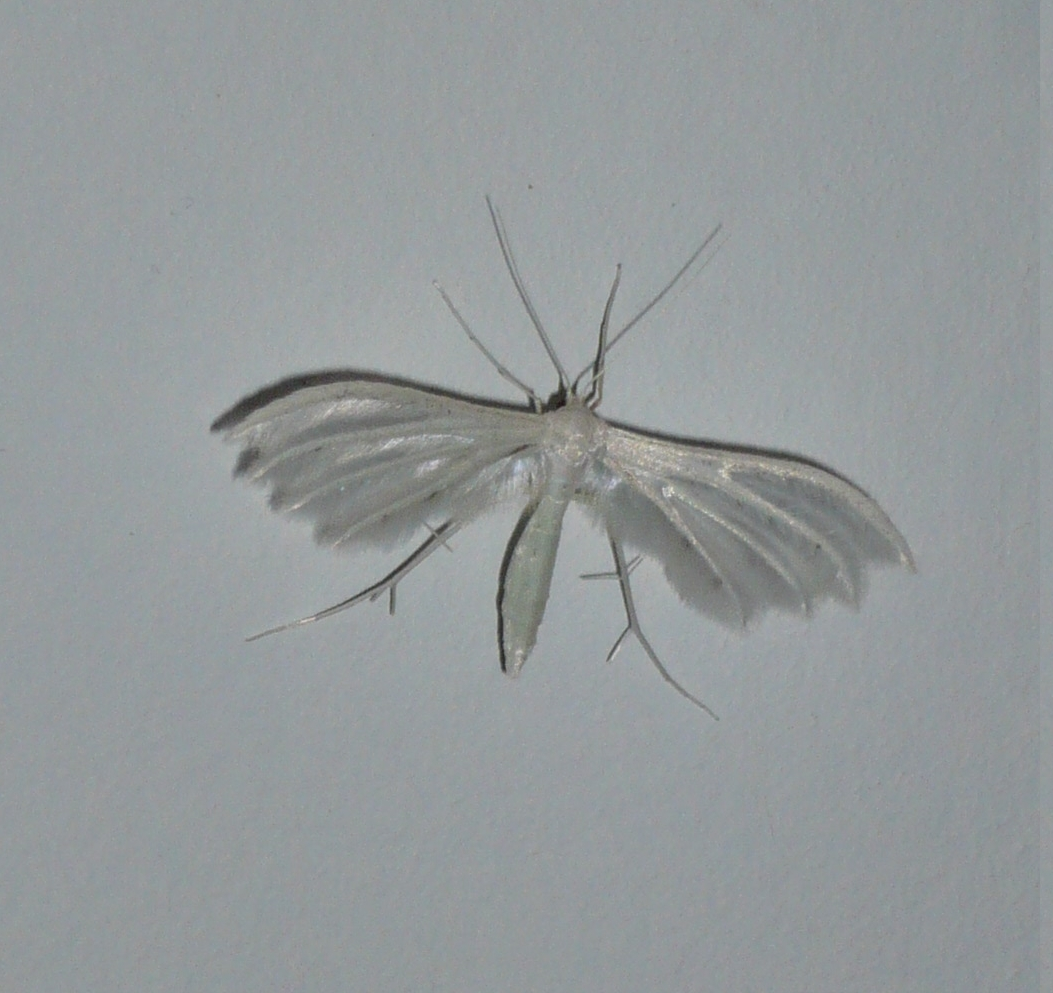
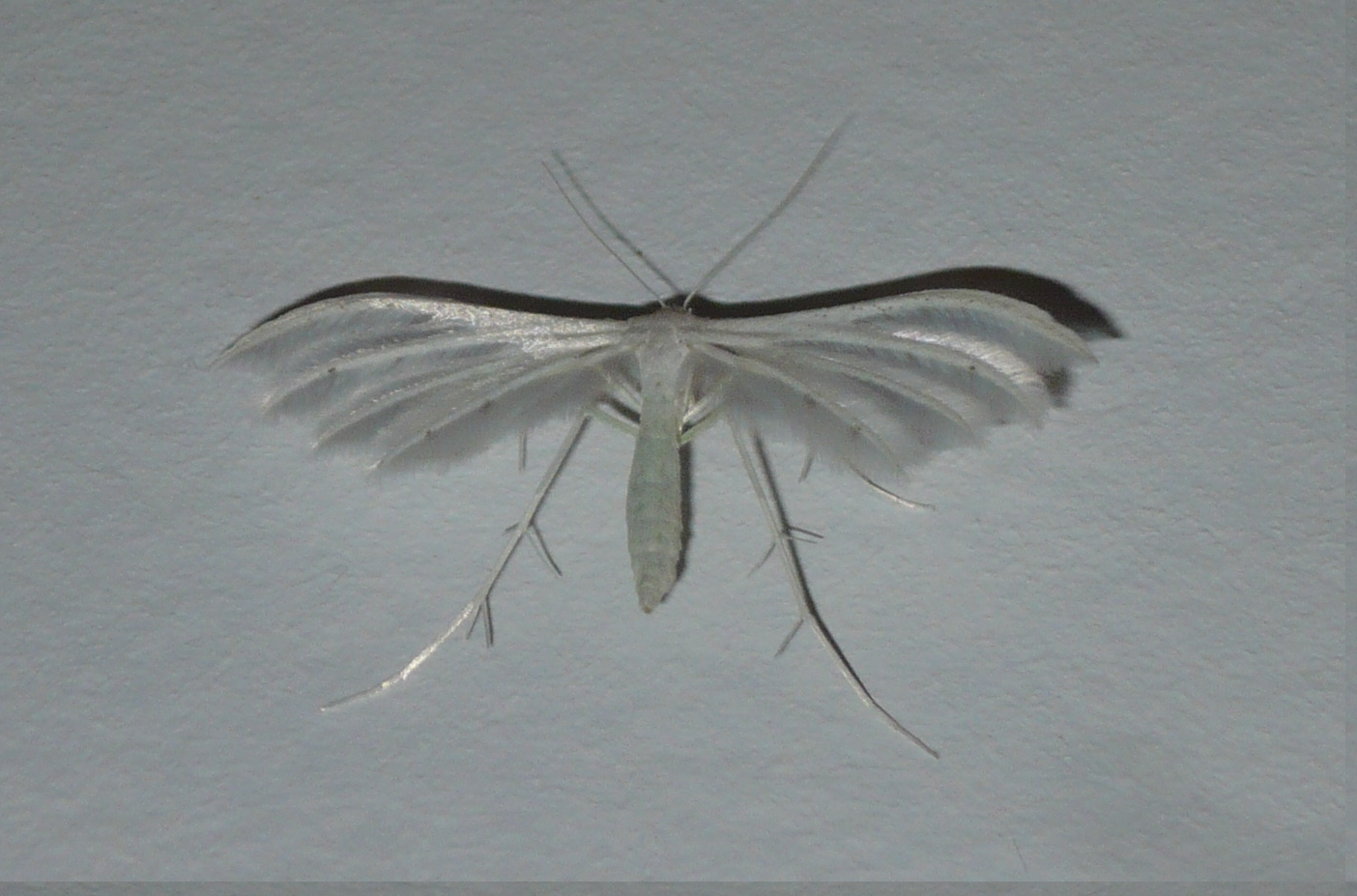

## Dottertaxa tillPterophorus, i alfabetisk ordning[1][2]
- Pterophorus acarnella
- Pterophorus acrias
- Pterophorus actinodactyla
- Pterophorus acuminatus
- Pterophorus adamas
- Pterophorus adumbratus
- Pterophorus aethes
- Pterophorus agraphodactylus
- Pterophorus alaica
- Pterophorus albidus
- Pterophorus albilobata
- Pterophorus aldabrensis
- Pterophorus ambitiosus
- Pterophorus ammonias
- Pterophorus angustus
- Pterophorus argutus
- Pterophorus ashanti
- Pterophorus aspilodactylus
- Pterophorus australis
- Pterophorus baccharides
- Pterophorus bacteriopa
- Pterophorus baliodactylus
- Pterophorus balsamorrhizae
- Pterophorus baroni
- Pterophorus basalis
- Pterophorus behrii
- Pterophorus belfragei
- Pterophorus bogotanus
- Pterophorus brandti
- Pterophorus brucei
- Pterophorus bystropogonis
- Pterophorus calais
- Pterophorus calamodactyla
- Pterophorus calcaria
- Pterophorus callidus
- Pterophorus cana
- Pterophorus candidalis
- Pterophorus caspia
- Pterophorus catalinae
- Pterophorus caudelli
- Pterophorus centrocrates
- Pterophorus ceraunia
- Pterophorus cervicalis
- Pterophorus chionadelpha
- Pterophorus chionastes
- Pterophorus chionophanes
- Pterophorus chionoptila
- Pterophorus chlorias
- Pterophorus chordodactyla
- Pterophorus cineraceus
- Pterophorus cinerascens
- Pterophorus citrites
- Pterophorus cleronoma
- Pterophorus colubratus
- Pterophorus confusus
- Pterophorus conjunctus
- Pterophorus conscius
- Pterophorus constanti
- Pterophorus contortus
- Pterophorus crescens
- Pterophorus cretidactylus
- Pterophorus cygnus
- Pterophorus dallastai
- Pterophorus declivis
- Pterophorus delospilus
- Pterophorus deprinsi
- Pterophorus desertorum
- Pterophorus discors
- Pterophorus diwani
- Pterophorus drogramma
- Pterophorus ebbei
- Pterophorus eburnella
- Pterophorus ecstaticus
- Pterophorus elaeopa
- Pterophorus elbursi
- Pterophorus elliottii
- Pterophorus emmorus
- Pterophorus endogramma
- Pterophorus endophaea
- Pterophorus epileucus
- Pterophorus eupatorii
- Pterophorus excors
- Pterophorus exilidactyla
- Pterophorus farsi
- Pterophorus fieldi
- Pterophorus fishii
- Pterophorus fitzi
- Pterophorus flaveodactylus
- Pterophorus flavus
- Pterophorus fumiventris
- Pterophorus furcatalis
- Pterophorus furfurosus
- Pterophorus fusciciliatus
- Pterophorus fuscolimbatus
- Pterophorus galactodactyla
- Pterophorus glochinias
- Pterophorus gonoscia
- Pterophorus gorgoniensis
- Pterophorus grandis
- Pterophorus gratiosus
- Pterophorus grisescens
- Pterophorus griveaudi
- Pterophorus guttatus
- Pterophorus gypsotes
- Pterophorus haplistes
- Pterophorus harpactes
- Pterophorus hebrus
- Pterophorus hedemanni
- Pterophorus helianthi
- Pterophorus hesperidella
- Pterophorus hilda
- Pterophorus homodactylus
- Pterophorus homoiodactyla
- Pterophorus huberti
- Pterophorus icterodactylus
- Pterophorus ignifugax
- Pterophorus imbecilla
- Pterophorus imerinae
- Pterophorus improbus
- Pterophorus inconditus
- Pterophorus indocta
- Pterophorus inframaculella
- Pterophorus innocens
- Pterophorus innotatalis
- Pterophorus inquinatus
- Pterophorus insularis
- Pterophorus integratus
- Pterophorus invidiosus
- Pterophorus ischnodactyla
- Pterophorus ivae
- Pterophorus jaechi
- Pterophorus jason
- Pterophorus kabuli
- Pterophorus kaszabi
- Pterophorus kellicottii
- Pterophorus keningus
- Pterophorus klimeschi
- Pterophorus lacteipennis
- Pterophorus lacteodactylus
- Pterophorus lamottei
- Pterophorus lampra
- Pterophorus laqueatus
- Pterophorus legrandi
- Pterophorus lenis
- Pterophorus leptopsamma
- Pterophorus leucadactylus
- Pterophorus leucodactyla
- Pterophorus lindneri
- Pterophorus livadiensis
- Pterophorus logistes
- Pterophorus longifrons
- Pterophorus lugubris
- Pterophorus lycosema
- Pterophorus lyrae
- Pterophorus madecasseus
- Pterophorus malacensis
- Pterophorus malacodactylus
- Pterophorus malesanus
- Pterophorus marptys
- Pterophorus marrubii
- Pterophorus massai
- Pterophorus mathewianus
- Pterophorus melanopoda
- Pterophorus meridionalis
- Pterophorus methae
- Pterophorus millierei
- Pterophorus mollis
- Pterophorus mongolicus
- Pterophorus monospilalis
- Pterophorus montana
- Pterophorus montichristi
- Pterophorus montivola
- Pterophorus nauarches
- Pterophorus nephogenes
- Pterophorus nigropunctatus
- Pterophorus nigrosparsus
- Pterophorus nivalis
- Pterophorus nivea
- Pterophorus niveidactylus
- Pterophorus niveodactyla
- Pterophorus noctis
- Pterophorus obsoletus
- Pterophorus occidentalis
- Pterophorus ochricostatus
- Pterophorus oligocenicus
- Pterophorus orchatias
- Pterophorus ossipellis
- Pterophorus oxyntes
- Pterophorus paleaceus
- Pterophorus palmatus
- Pterophorus parca
- Pterophorus particiliata
- Pterophorus parviflorellus
- Pterophorus patruelis
- Pterophorus pelospilus
- Pterophorus pentadactyla
- Pterophorus phaceliae
- Pterophorus phaeoschista
- Pterophorus phillipsi
- Pterophorus phloeochroa
- Pterophorus phlomidactyla
- Pterophorus phlomidis
- Pterophorus pictipennis
- Pterophorus praeltus
- Pterophorus praenigratus
- Pterophorus probatus
- Pterophorus probolias
- Pterophorus procontias
- Pterophorus purus
- Pterophorus raphiodactyla
- Pterophorus rayatella
- Pterophorus rhyparias
- Pterophorus rileyi
- Pterophorus sacrificus
- Pterophorus salticola
- Pterophorus scholasticus
- Pterophorus scribarius
- Pterophorus sematias
- Pterophorus semiodactyla
- Pterophorus serenus
- Pterophorus sericidactylus
- Pterophorus serpens
- Pterophorus similalis
- Pterophorus sobeidae
- Pterophorus sophronistes
- Pterophorus sordidatus
- Pterophorus spermatias
- Pterophorus sphenites
- Pterophorus spicidactyla
- Pterophorus spilodactylus
- Pterophorus spissa
- Pterophorus stadias
- Pterophorus stramineus
- Pterophorus subalternans
- Pterophorus subcretosa
- Pterophorus sublatus
- Pterophorus subnetatus
- Pterophorus subochraceus
- Pterophorus subtilis
- Pterophorus suffiata
- Pterophorus sulphurea
- Pterophorus sulphureodactylus
- Pterophorus surinamensis
- Pterophorus suspiciosus
- Pterophorus tepidus
- Pterophorus terrenus
- Pterophorus tetradactyla
- Pterophorus tetraonipennis
- Pterophorus theiodactyla
- Pterophorus thor
- Pterophorus thoracica
- Pterophorus timidus
- Pterophorus tinctus
- Pterophorus trachyphloeus
- Pterophorus triadias
- Pterophorus tridactyla
- Pterophorus tripunctatus
- Pterophorus tuneta
- Pterophorus unicolor
- Pterophorus urbanus
- Pterophorus ussuriensis
- Pterophorus uzungwe
- Pterophorus wernickei
- Pterophorus viettei
- Pterophorus virgo
- Pterophorus volgensis
- Pterophorus xerodactyla
- Pterophorus zetes